# 尾上芳信
尾上 芳信（おのうえ よしのぶ、1961年〈昭和36年〉 - ）は、日本の元警察官。福岡県警で北九州地区暴力団犯罪捜査課長などを歴任し、組織犯罪捜査に携わった。

## 経歴
福岡県出身。1980年、福岡県警の警察官となる。警察庁刑事局刑事企画課への出向経験から法令解釈にも明るく、暴力団トップと組員の共謀共同正犯を成立させる立証方法を熟知していたことから、2014年（平成26年）9月11日に元漁協組合長殺害容疑で指定暴力団工藤會の野村悟総裁、ナンバー2の田上不美夫会長の逮捕を指揮した。
2011年（平成23年）3月以降、主に工藤會対策を担当。北九州地区暴力団犯罪捜査課長時代には指定暴力団工藤会の壊滅作戦を指揮した。福岡県警組織犯罪対策課統括管理官、北九州地区暴力団犯罪捜査課長、南警察署長、暴力団対策部副部長、暴力団対策部長、刑事部長を経て、2021年（令和3年）9月、福岡県警察を定年退職。2021年（令和3年）9月から、公益財団法人福岡県暴力追放運動推進センター専務理事を務める。退職後も暴力追放運動推進センター理事として工藤会の本部事務所の撤去に関わった。